# Lucicutia longiserrata
Lucicutia longiserrata is een eenoogkreeftjessoort uit de familie van de Lucicutiidae. De wetenschappelijke naam van de soort is voor het eerst geldig gepubliceerd in 1889 door Giesbrecht.